# TuRa 1886 Essen
Maillots
Dernière mise à jour : 24 mars 2011.
Le TuRa 1886 Essen est un club omnisports allemand localisé dans la commune d’Altendorf à Essen en Rhénanie du Nord-Westphalie.

## Histoire (football)
Le club fut fondé le 4 août 1886 sous l’appellation Turnverein Helene Amalie Essen. L’appellation Helene Amalie se rapportait à "Hélène Amalie Krupp", cofondatrice du groupe industriel du même nom. De nombreux clubs sportifs de la région y firent aussi référence.
Le 13 avril 1913, ce club créa une section de football.
En 1919, le club fut renommé Turn-und Spielverein Helene Amalie Essen-West ou TuS Helene Amalie Essen-West. Le 8 février 1920, le club prit le nom de TuRa Essen.
En 1945, le club fut dissous par les Alliés, comme tous les clubs et associations allemands (voir Directive n°23). Il fut rapidement reconstitué.
En 1947, le club échoua à se qualifier pour l’Oberliga West. Un an plus tard, il termina 3e du Niederrheinmeisterschaft (championnat du Bas-Rhin), derrière son rival local du Rot-Weiss et le Duisburger SpV.
Ensuite, TuRa 1886 Essen fut un des fondateurs de la 2. Liga West. Cette division était, dans l’organisation de l’époque, située au 2e niveau de la hiérarchie. Mais après une saison, malgré une 8e place finale sur 16, le club se retira volontairement faute de moyens financiers suffisants.
Le club joua alors en Landesliga, puis fut relégué en Kreisliga en 1953. Le club remonta en Bezirksliga et puis retrouva la Landesliga en 1956 après deux victoires (2-1) lors de matches de barrage contre le BV Altenessen.
TuRa 1886 joua quatorze saisons en Landesliga jusqu’en 1970. Il passa ensuite onze championnats dans la Bezirksliga avant de glisser en Kreisliga A en 1981.
Depuis lors, le club a effectué quelques montées et descentes entre la Kreisliga A et la Kreisliga B.
En 2010-2011, le TuRa 1886 Essen évolue en Kreisliga A Niederrhein (Kreis Essen Nord-West), soit au 9e niveau de la hiérarchie de la DFB.